# Хайнрих III фон Раполтщайн
Хайнрих III фон Раполтщайн (на немски: Heinrich III von Rappoltstein; * пр. 1285; † между 4 декември 1312 и 25 март 1313) е господар на Раполтщайн (1275 – 1312/1313) (днес Рибовил, на френски: Ribeauvillé) в Елзас.

## Произход
Той е син на Хайнрих II фон Раполтщайн († сл. 1275) и съпругата му фон Фробург († 1281, умира като монахиня в Парадиз при Шафхаузен), внучка на граф Лудвиг III фон Фробург († 1256/1259) и Гертруда фон Хабсбург († сл. 1241). Майка му е дъщеря на граф Херман IV фон Фробург-Хомберг († 1253) и съпругата му фон Хомберг, дъщеря на граф Вернер III фон Хомберг († сл. 1223). Внук е на Улрих I фон Раполтщайн († 1267) и Рихенца фон Нойенбург († сл. 1267). Правнук е на Егенолф I фон Раполтщайн († ок. 1221) и праправнук на Улрих фон Урзлинген († сл. 1193) и Гута фон Страсбург. Брат е на Улрих III фон Раполтщайн († 1283) и на Анселм II фон Раполтщайн, господар на Хоенраполтщайн († 1311, вер. в Милано). Тримата братя управляват заедно.

## Фамилия
Хайнрих III фон Раполтщайн се жени на 17 март 1291 г. за графиня Сузана фон Геролдсек (* пр. 1293; † 1308), дъщеря на граф Буркард VI фон Геролдсек († сл. 1322) и Сузана фон Финстинген († сл. 1293/сл. 1299), дъщеря на Бруно фон Финстинген († 1270). Те имат десет деца:
- Йохан III (II) фон Раполтщайн (* пр. 1309; † пр. 25 май 1362), фрайхер на Раполтщайн, женен пр. 9 август 1318 г. за Елизабет фон Геролдсек-Лар († 17 февруари 1341), дъщеря на граф Валтер IV фон Геролдсек († 1355) и Елизабет фон Лихтенберг († сл. 1314)
- Сузана фон Раполтщайн († сл. 1351), омъжена за Валтер IV фон Геролдсек († 5 януари 1355), син на Валтер III фон Геролдсек († 1323), фогт на Ортенау, и Сузана фон Верд († сл. 1311)
- Кунигунда фон Раполтщайн, омъжена между 1313 и 1315 г. за граф Вилхелм I (II) фон Монфорт-Тетнанг († между 6 февруари 1348 и 8 октомври 1350), син на граф Хуго III фон Тетнанг-Монфор-Шеер († 1309) и Маргарета фон Гунделфинген († сл. 1269).
- дъщеря фон Раполтщайн, омъжена за фон Ванген
- Хайнрих V фон Раполтщайн († 27 май 1318), господар на Раполтщайн
- Херман фон Раполтщайн († сл. 1321), капитулар в Страсбург
- Улрих фон Раполтщайн († сл. 1333), в свещения орден в Дорлисхайм
- София фон Раполтщайн († сл. 1337), абатиса на Андлау
- Крисина фон Раполтщайн († сл. 1356)
- Мехтилд фон Раполтщайн, омъжена за Хуго фон Монфорт († 1338)